# Gymnelinae
Die Gymnelinae sind eine Unterfamilie aus der Familie der Aalmuttern (Zoarcidae) in der Teilordnung der Aalmutterverwandten (Zoarcales). Es sind meist bodenbewohnende Meeresfische.

## Merkmale
Die Gymnelinae werden 9 bis 39 cm lang besitzen einen aalartig langgestreckten Körper mit 76 bis 150 Wirbel. Rücken-, After- und Schwanzflosse sind zu einem durchgehenden Flossensaum zusammengewachsen. Die Schwanzflosse wird von 5 bis 12 Flossenstrahlen, sowie einer einzelnen Epuralia (kann auch fehlen) gestützt. Allen Gattungen bis auf Krusensterniella besitzen keine Flossenstacheln. Die Augen sind von einem Halbkreis von 4 bis 8 (meist 5–6) Suborbitalknochen umgeben. Die bei vielen anderen Aalmuttern zu findenden Poren zwischen den Augen fehlen normalerweise. Die Kiemenspalte reicht normalerweise bis zur Mitte der Brustflossenbasis oder ist eine kleine Öffnung oberhalb der Brustflossenbasis. Die Brustflossen fehlen in der Gattung Andriashevia.

## Verbreitung
Von den fast 50 Arten der Unterfamilie kommen die meisten, etwa 35 im nördlichen Pazifik vor. Die mesopelagische Gattung Melanostigma lebt weltweit, Seleniolycus ist im südlichen Polarmeer endemisch.

## Gattungen
- Andriashevia Fedorov & Neyelov, 1978

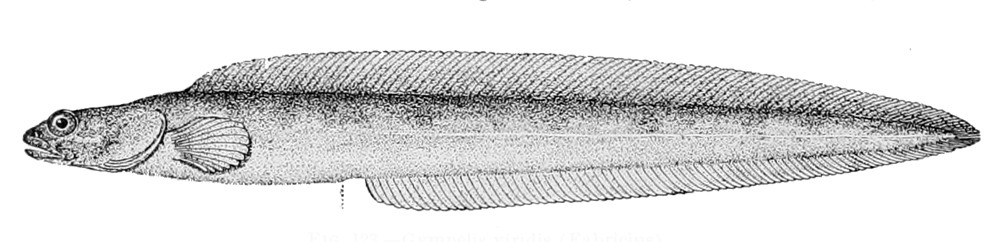
Gymnelus viridis

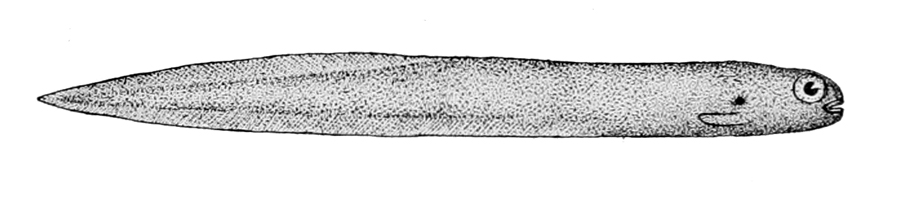
Melanostigma pammelas

- Barbapellis  Iglésias, Dettai, & Ozouf-Costaz, 2011
- Bilabria  Schmidt, 1936
- Davidijordania Popov, 1931
- Ericandersonia Shinohara & Sakurai, 2006
- Gymnelopsis Soldatov, 1922
- Gymnelus Reinhardt, 1834
- Hadropareia Schmidt, 1904
- Krusensterniella Schmidt, 1904
- Melanostigma Günther, 1881
- Nalbantichthys Schultz, 1967
- Opaeophacus Bond & Stein, 1984
- Seleniolycus Anderson, 1988